# Alexander Weissberg
Alexander Weissberg-Cybulski (8 de octubre de 1901, Cracovia-4 de abril de 1964, París) fue un físico polaco-austriaco, autor de libros y empresario de ascendencia judía.
Su testimonio en el juicio de David Rousset contra “Les Lettres Françaises” y su libro “El acusado” contribuyeron, de manera significativa, a la difusión del conocimiento sobre el terror estalinista y los procesos-espectáculo de Moscú en Europa Occidental.
Su libro "El acusado" también se publicó bajo el título de "Conspiración del silencio", publicado en 1952 en Londres, por Hamish Hamilton. El prefacio de “Conspiración del silencio” fue escrito por Arthur Koestler, amigo de Weissberg. El libro fue galardonado con el Premio Sonning en 1968 por su contribución a la cultura europea. En España los publicó en 1954 Luis de Caralt con el título “Aquelarre trágico: Rusia en el crisol de las depuraciones”.
"Conspiración del silencio" es a la vez una narración personal y un análisis forense de los métodos empleados por Stalin y la GPU durante la Gran Purga de mediados de 1936 a finales de 1938. 
Lo extraordinario es la aplicación de la reclusión, el interrogatorio sistemático y la extracción de confesiones falsas a millones de personas. Weissberg explica cómo fueron obligadas las víctimas de la policía política a hacer confesiones que las incriminaban no sólo a ellas, sino también a presuntos cómplices. Esta práctica tenía como objetivo destruir las relaciones de confianza entre aquellos que habían llevado adelante la revolución rusa. Los que no murieron en los campos del Ártico soviético quedaron divididos y vencidos.
De esta manera la tesis central del libro es que la revolución rusa y el comunismo en la Unión Soviética fueron irrevocablemente aplastados en la década de 1930, durante el terror de las purgas estalinistas.  
Weissberg había emigrado a la Unión Soviética en 1931 para trabajar como físico. Fundó la “Revista Soviética de Física”. De este modo llegó a conocer a Bujarin. Fue esta relación con Bujarin la que luego daría lugar a los intentos del régimen de situar a Weissberg como cómplice de una conspiración para asesinar a Stalin.
Weissberg fue entregado a la Gestapo por Stalin, junto con otros alemanes y judíos presos en la URSS, con ocasión del Pacto Nazi-Soviético (también conocido como el Pacto Molotov-Ribbentrop), el 5 de enero de 1940, en el puente de Brest-Litowsk. Fue retenido en las prisiones de la Gestapo en Biała Podlaska, Varsovia y Lublin. Después los nazis lo abandonaron en el gueto de Cracovia. En 1942, cuando los alemanes iniciaron la deportación de los judíos del gueto, consiguió escapar, pero volvió a caer prisionero en marzo de 1943. Volvió a escapar con ayuda de la resistencia polaca y se escondió en Varsovia, en donde sobrevivió a los dos alzamientos (el del gueto y el organizado por el Armia Krajowa o Ejército Territorial). Finalmente, cuando el ejército rojo llegó a Varsovia, a principios de 1945, consiguió escapar a Suecia.
En el prefacio que escribió para el libro, Arthur Koestler explica la campaña en defensa de Weissberg organizada por sus amigos y como consiguieron que Albert Einstein escribiera a Stalin y que los premios Nobel franceses Jean Perrin, Frederic Joliot-Curie e Irene Joliot-Curie escribieran al fiscal Vyshinski, aunque estas cartas no fueron jamás contestadas.
Weissberg también escribió un libro titulado “Abogado de los Muertos”, publicado por Andre Deutsch en 1959. Este libro cuenta la historia de Joel Brand y examina el trabajo del movimiento clandestino judío en Hungría y otros lugares durante la Segunda Guerra Mundial.
En conjunto estos dos libros son una notable contribución a nuestra comprensión de los acontecimientos en la Unión Soviética (“Conspiración del Silencio”) y de la difícil situación del pueblo judío en la Segunda Guerra Mundial (“Abogado de los Muertos”). 

## Algunas publicaciones
- Hexensabbat. Rußland im Schmelztiegel der Säuberungen. Verlag der Frankfurter Hefte, Frankfurt am Main 1951. Neuausgabe unter dem Titel Im Verhör. Europaverlag, Viena 1993

- Die Geschichte von Joel Brand. Or, Tel Aviv 1968

## Literatura
- Halina Nelken. Freiheit will ich noch erleben. Krakauer Tagebuch. Bleicher Verlag, Gerlingen 1996, ISBN 3-88350-732-6

- Robert Schediwy. Ein Jahrhundert der Illusionen: Ökonomie, Politik und Kultur im 20. Jahrhundert. Salzwasser, Bremen 2008, ISBN 3-86741-090-9.

- Weißberg-Cybulski, Alexander. En: Hermann Weber, Andreas Herbst: Deutsche Kommunisten. Biographisches Handbuch 1918 bis 1945. 2ª ed. adaptada Karl Dietz Verlag, Berlín 2008, ISBN 978-3-320-02130-6.